# Gospelpreludes boek 1
Gospelpreludes boek 1 is een verzameling composities van William Bolcom. Het was de eerste in een reeks van vier. De eerste serie werd geschreven op verzoek van het American Guild of Organists, afdeling Texas/Dallas ter gelegenheid van hun zestigjarig bestaan. De eerstbekende publieke uitvoering dateert van 23 maart 1980 in Ann Arbor. In april 1980 begonnen ook al de eerste opnamen. De preludes zijn alleen geschikt voor de gevorderde organist. Bolcom wisselt volop van stijlen in deze preludes, van klassieke orgelmuziek tot jazz.
De eerste set bevatte de volgende preludes
1. What a friend we have in Jesus!, dat ook vaak los van de andere wordt gespeeld;
2. La cathédrale engloutie, naar een deeltje uit Préludes van Claude Debussy,  Bolcom citeert eerst en stapt vervolgens over naar klassieke muziek uit de 20e eeuw;

- Just as I am; drie variaties van solo-sopraanstem, naar sopraanstem met begeleiding en vervolgens naar een canonstructuur.